# Mladen Popović
Mladen Popović (in serbo Младен Поповић?; Raška, 29 agosto 1988) è un ex calciatore serbo, di ruolo attaccante.